# Alcimus longipes
Alcimus longipes là một loài ruồi trong họ Asilidae. Alcimus longipes được Macquart miêu tả năm 1838.